# 費雪·布雷克
費雪·謝菲·布雷克（英語：Fischer Sheffey Black，1938年1月11日—1995年8月30日），又譯費雪·布萊克，生於美國華盛頓特區，數學家與經濟學家，曾提出布莱克-舒尔兹模型。

## 生平
布雷克於1955年進入哈佛大學，1959年取得學士學位，之後繼續攻讀博士。在攻讀博士學位時，最早主修物理學，因為無法依照學校要求，準時繳出博士論文大綱，在1962年遭退學。布雷克在遭退學後，進入BBN科技公司工作，設計人工智慧系統，之後加入兰德公司。布雷克的研究方向，因此由物理學轉向數學，之後轉向計算機科學及人工智慧。布雷克的能力獲得研究計畫主持人马文·闵斯基教授的肯定，經由马文·闵斯基，哈佛大學同意讓布雷克繼續完成博士學業，1964年6月，布雷克通過論文口試，取得應用數學博士學位。
博士畢業後，布雷克進入理特管理顧問公司（Arthur D. Little）工作，在此工作期間，認識傑克·楚雷諾（Jack L. Treynor）、迈伦·舒尔兹等人。1969年，布雷克由理特管理顧問公司離職，創辦了金融聯盟（Associates in Finance）顧問公司。1970年，布雷克與迈伦·舒尔兹發表了布莱克-舒尔兹模型。他們兩人的論文最早不被學術期刊接受，經過尤金·法马與默顿·米勒的推薦，1971年《政治經濟學》期刊接受了論文，並在1973年正式發表。
1971年5月，布雷克進入芝加哥大學任教。1975年，至麻省理工學院史隆管理學院任教。
1984年，布雷克離開史隆管理學院，進入高盛公司，在此工作直到過世為止。
1995年，因罹患咽喉癌過世。